# Matinera capblanca meridional
La matinera capblanca meridional (Gampsorhynchus torquatus) és un ocell de la família dels pel·lorneids (Pellorneidae).

## Hàbitat i distribució
Habita zones de matolls, bambú i boscos del nord-oest i sud-oest de Tailàndia, Laos, Vietnam i Malaca